# Wereldkampioenschap wegrace
Het wereldkampioenschap wegrace is de belangrijkste wegraceserie voor motorfietsen die sinds 1949 jaarlijks wordt georganiseerd door de Fédération Internationale de Motocyclisme (FIM). De serie is tegenwoordig opgedeeld in vier verschillende klassen: MotoGP, Moto2, Moto3 en MotoE. In de eerste drie klassen wordt gereden met viertaktmotoren, terwijl in de MotoE wordt gereden met elektrische motorfietsen. Grand-prixmotorfietsen zijn prototypemotorfietsen. Dat betekent dat de motoren niet te koop zijn en er niet mee op de openbare weg mag worden gereden. Daarmee onderscheidt de grand-prixwegrace zich van verschillende andere wegracecategorieën, zoals de Superbike, waar gemodificeerde straatmotoren aan de start verschijnen.

## Organisatie
Het wereldkampioenschap grand-prixwegrace werd voor het eerst in 1949 georganiseerd door de Fédération Internationale de Motocyclisme (FIM). De commerciële rechten zijn tegenwoordig eigendom van Dorna Sports, waarbij de FIM het controlerende orgaan bleef. De teams worden vertegenwoordigd door de International Road Racing Teams Association (IRTA) en de constructeurs door de Motorcycle Sport Manufacturers Association (MSMA). Regels en wijzigingen op de regelgeving worden door deze vier entiteiten besloten, waarbij Dorna de doorslaggevende stem heeft bij gelijke stemming. In het geval van technische modificaties kan de MSMA haar veto uitspreken indien al haar leden unaniem tegen een voorstel zijn. De vier entiteiten vormen samen de Grand Prix Commission.

## Geschiedenis

### Ontstaan

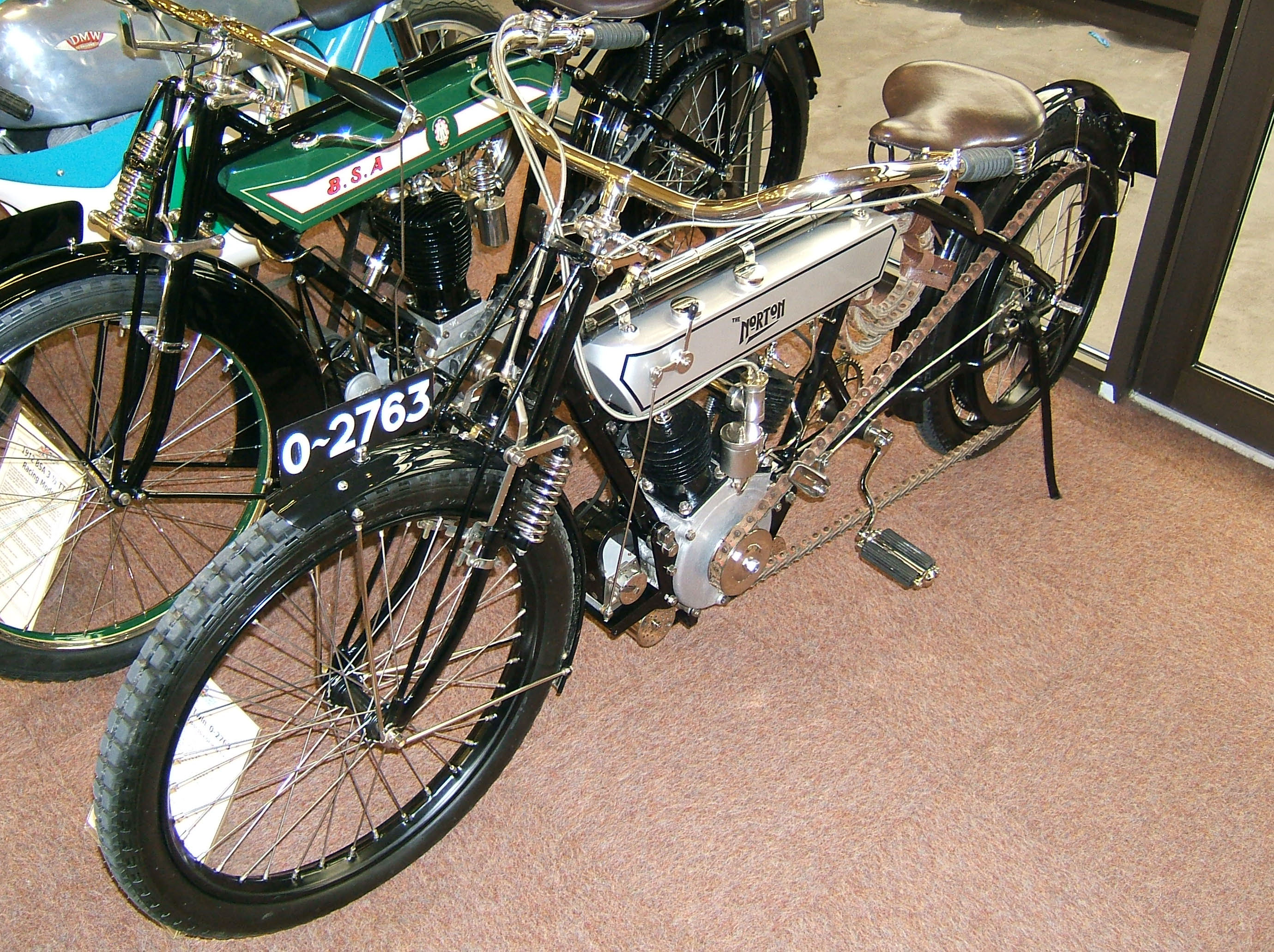
De Norton Twin won in 1907 de Isle of Man TT

Vanaf het ontstaan van de motorfiets, aan het einde van de 19e eeuw, werd de behoefte gevoeld door middel van wedstrijden vast te stellen welke machine het beste was. Aanvankelijk werden vooral betrouwbaarheidsritten georganiseerd, die door samenwerking tussen bestaande nationale motorrijders-bonden ook internationaal werden. Een belangrijke internationale wedstrijd was de Trophée International, een landenwedstrijd die in de jaren 1904-1906 werd georganiseerd. De net opgerichte Fédération Internationale des Clubs Motocyclistes (FIM) was een tamelijk machteloos orgaan en de organiserende landen konden dan ook tamelijk veel "sjoemelen" met regels om het eigen team voordelen te verschaffen.
De FIM ging dan ook meteen weer ter ziele; in 1906 was de Britse Auto-Cycle Union het enige overgebleven lid. In 1907 besloten de broers Harry en Charlie Collier, de secretaris van de Auto-Cycle Union (ACU) Freddie Straight en de voorzitter van de Fédération Internationale des Clubs Motocyclistes, markies Joseph de Mouzilly Saint-Mars een behoorlijk georganiseerde race met strakke reglementen te organiseren. Dat was de Tourist Trophy van Man. De ACU stelde de klassen vast en paste die in de volgende jaren aan aan de voortschrijdende techniek. Die techniek zorgde voor grote problemen bij het vaststellen van klassen. Aanvankelijk reden één- en tweecilinders in eigen klassen, maar binnen die categorieën ontstonden veel verschillende motorfietsen: met en zonder pedalen (toen nog belangrijk op hellingen), met en zonder versnellingen, met kettingaandrijving of met riemaandrijving. Uiteindelijk resulteerde het in de 250-, 350- en 500 cc klasse. Samen met de Nederlandsche Motorwielrijders Vereeniging zorgde de ACU in 1912 voor de heroprichting van de FIM. De Eerste Wereldoorlog zorgde voor een onderbreking in het racen, maar halverwege de jaren twintig was de FIM, vasthoudend aan de reglementen van de TT van Man, sterk genoeg om een "Grote Prijs der Naties" te organiseren. Hoewel veel nationale bonden aandrongen op een klassement gebaseerd op meerdere wedstrijden, bepaalde de FIM echter dat de kampioen van Europa zich moest bewijzen in een eendagsrace. Omdat in enkele landen de 175 cc klasse populair was, werd die aan het kampioenschap toegevoegd, maar in 1939 werd ze geschrapt ten gunste van de zijspanklasse. Belangrijk vond men het Europees kampioenschap echter niet. Voor heel Europa was de Isle of Man TT de belangrijkste race, en de Italianen hechtten vooral belang aan de Grand Prix des Nations op Monza, die dan ook voor de eerste Europese titels gebruikt werd.
Tijdens de Tweede Wereldoorlog werd er opnieuw niet gereden, maar ook in de eerste jaren erna was er aan races niet te denken. De oorlog had belangrijke grondstoffen voor de productie verbruikt; rubber voor banden was niet te krijgen en de benzine was van abominabele kwaliteit. Fabrieken waren platgebombardeerd, coureurs gesneuveld of krijgsgevangen genomen. Bovendien werden Duitsland en Oostenrijk van internationale sportevenementen uitgesloten. Tijd voor bezinning was er wel geweest, en toen in 1949 het eerste wereldkampioenschap werd georganiseerd, waren er zes Grands Prix aangewezen.

### Begin van het wereldkampioenschap
In 1949 stelde de FIM een officieel wereldkampioenschap in.
De klassen waarbij hier een wereldtitel te verdienen was waren 125 cc, 250 cc, 350 cc, 500 cc en de zijspanklasse. In 1962 werd de 50 cc klasse toegevoegd. In het eerste seizoen werden zes wedstrijden verreden in respectievelijk Man, Zwitserland, Nederland, België, Ulster en Italië. Het wereldkampioenschap was meteen populair. Voor veel Europeanen was de titel nu meer dan een krantenbericht of een bioscoopjournaal: men kon de races veel gemakkelijker zelf bezoeken. De serie wedstrijden bestond meestal uit eendaagse evenementen waarop de wedstrijden in de diverse klassen na elkaar aan bod kwamen. Op een wedstrijddag kwamen soms alle klassen aan bod, maar meestal waren dat er slechts vier of vijf. Per race kregen de coureurs een aantal punten afhankelijk van hun plaats in de einduitslag; hoe hoger geëindigd, hoe meer punten, maar niet alle resultaten telden mee. Wie aan het eind van het seizoen de meeste punten had verzameld, mocht zich wereldkampioen in die klasse noemen. Het was lange tijd mogelijk dat een coureur in meer dan één klasse uitkwam en dus was het ook mogelijk – en dit kwam daadwerkelijk voor – dat een coureur in meer dan één klasse wereldkampioen werd.

### Opheffing/wijzigingen klassen
In 1983 werd de klasse 350 cc opgeheven omdat het verschil met de klasse 250 cc te klein werd gevonden.
In 1984 werd de klasse 50 cc, ook wel borrelglasklasse genoemd, verhoogd naar de klasse 80 cc in een poging deze klasse internationaal aantrekkelijker te maken. Dit mislukte en daarom werd deze klasse in 1990 geheel opgeheven. Vanuit Nederlands perspectief was dit vooral jammer omdat dit nu juist de klasse was waarin door Nederlanders de meeste triomfen werden gevierd (Jan de Vries, Aalt Toersen, Paul Lodewijkx, Henk van Kessel, Martin Mijwaart, Hans Spaan).
In 2002 werd de klasse 500 cc omgedoopt in MotoGP waarbij naast tweetakten met een cilinderinhoud van 500cc ook viertakten met een cilinderinhoud tot 990 cc werden toegestaan. In 2003 startten er alleen nog maar viertakten in de MotoGP, vanwege de lagere kosten en het extra beschikbare vermogen ten opzichte van de 500 cc tweetakten. In 2007 werd in de MotoGP-klasse de cilinderinhoud van 990 cc verlaagd tot 800 cc. Deze klasse (de 500cc en tegenwoordig de MotoGP) wordt ook wel aangeduid als de Koningsklasse.
In 2019 werd de elektrische klasse MotoE ingevoerd als vierde kampioenschap naast de drie reeds bestaande klassen.

## Technische ontwikkeling

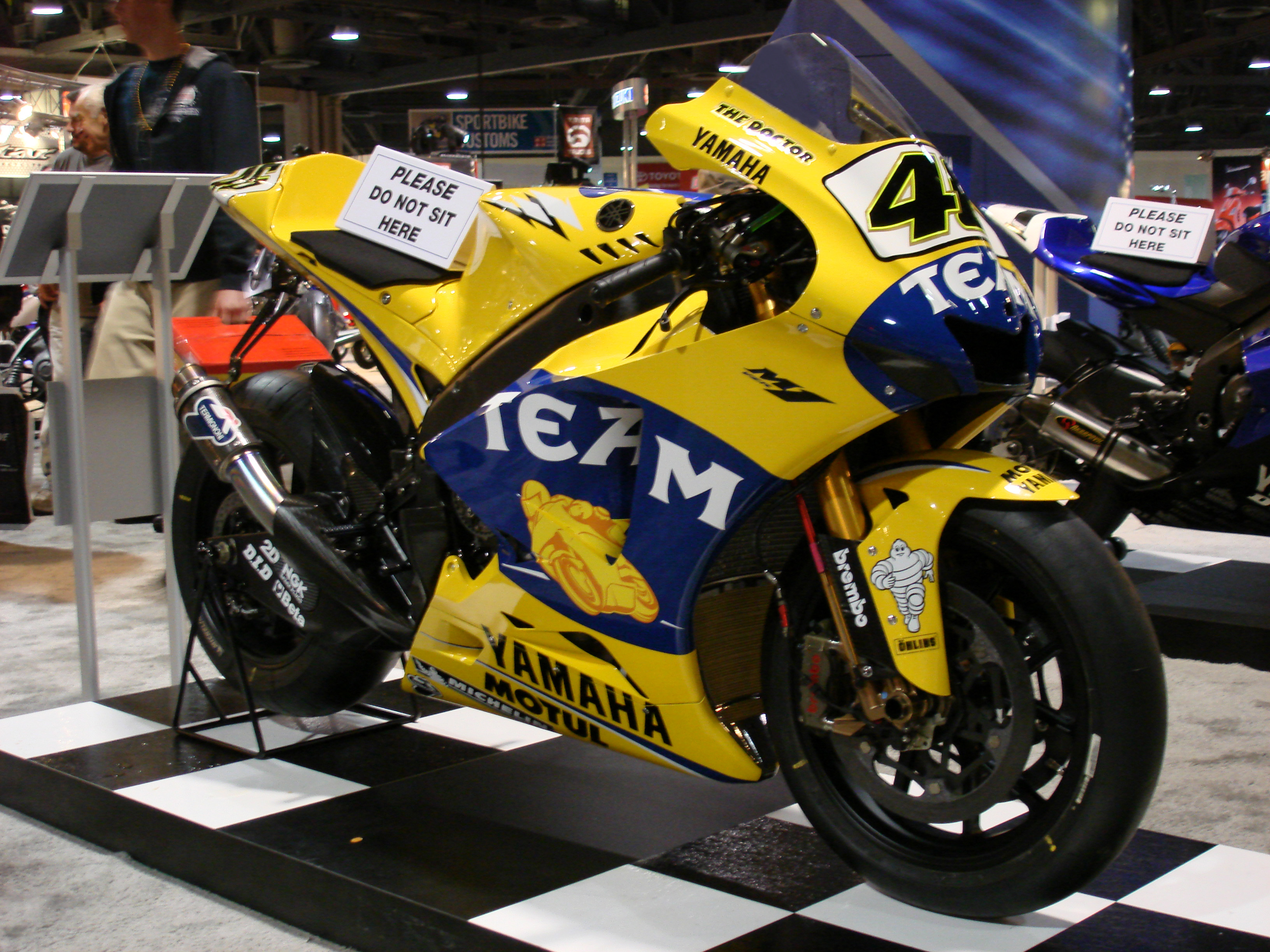
Yamaha YZR-M1 990 cc MotoGP-racer uit 2006 van Valentino Rossi

Tot in het midden van de  jaren zestig werden alle klassen gedomineerd door tweetaktmotoren en meestal hadden deze een of twee cilinders.
In de jaren vijftig deden viercilindermotoren hun intrede in de zwaarste klassen (Gilera, MV Agusta, Moto Guzzi) maar de Britse een- en tweecilinders (Norton, AJS, Triumph) konden nog aardig meekomen. In 1957 probeerde Moto Guzzi het nog kort met een 500 cc V8 maar liep tegen financiële en technische barrières aan.
In de jaren zestig begon de Japanse invasie. Door slim de bestaande technieken te kopiëren en deze met veel vernuft te vervolmaken namen achtereenvolgens Honda, Suzuki, Yamaha en Kawasaki het roer al snel over van de Europese fabrikanten.
De technische ontwikkelingen raakten in een stroomversnelling die uitmondde in razendsnelle, hypernerveuze multicilinder racemonsters met als hoogtepunten de Honda 250 cc zescilinder, 125 cc vijfcilinder, 50 cc tweecilinder (allen viertakt), de Suzuki 50 cc tweetakt tweecilinder en de Yamaha 125 viercilinder tweetakt. Door de hoge toerentallen (meer dan 20.000 rpm) hadden de machines een smalle powerband en daardoor werden ingewikkelde versnellingsbakken toegepast met soms wel veertien versnellingen.
Aangezien de kosten hierdoor uit de hand begonnen te lopen en het voor privécoureurs onmogelijk werd nog vooraan mee te strijden, ging de FIM over tot rigoureuze maatregelen.

## Beperkingen door de FIM
| Klasse         | 50 cc                   | 80 cc  | 125 cc                                | 250 cc                  | 350 cc                  | 500 cc                  | Moto3     | Moto2                                                                   | MotoGP |
| -------------- | ----------------------- | ------ | ------------------------------------- | ----------------------- | ----------------------- | ----------------------- | --------- | ----------------------------------------------------------------------- | --- |
| Ingevoerd      | 1962                    | 1984   | 1949                                  | 1949                    | 1949                    | 1949                    | 2011      | 2010                                                                    | 2002 |
| Afgeschaft     | 1984                    | 1990   | 2011                                  | 2010                    | 1983                    | 2002                    |           |                                                                         | |
| Vervangen door | 80 cc                   | -      | Moto3                                 | Moto2                   | -                       | MotoGP                  |           |                                                                         | |
| Cilinderinhoud | <50 cc                  | <80 cc | 81-125 cc                             | 126-250 cc              | 251-350 cc              | 351-500 cc              | <250 cc   | Honda 600cc-viercilinders Vanaf 2018: Triumph 765cc-driecilinders       | Tweetaktmotoren <500 cc, viertaktmotoren <990 cc. vanaf 2007: tweetaktmotoren <500 cc viertaktmotoren <800 cc vanaf 2012: viertaktmotoren <1.000 cc |
| Cilinders      | Onbeperkt Vanaf 1969: 1 | 1      | Onbeperkt Vanaf 1970: 2 Vanaf 1988: 1 | Onbeperkt Vanaf 1970: 2 | Onbeperkt Vanaf 1970: 4 | Onbeperkt Vanaf 1970: 4 | 1         | Honda 600cc-viercilinders Vanaf 2018: Triumph 765cc-driecilinders       | 6 |
| Versnellingen  | Onbeperkt Vanaf 1969: 6 | 6      | Onbeperkt Vanaf 1970: 6               | Onbeperkt Vanaf 1970: 6 | Onbeperkt Vanaf 1970: 6 | Onbeperkt Vanaf 1970: 6 | Onbeperkt | Honda 600cc-viercilinders Vanaf 2018: Triumph 765cc-driecilinders       | Onbeperkt |
| Tankinhoud     | Vanaf 1976: 10 liter    |        | Vanaf 1976: 14 liter                  | Vanaf 1976: 18 liter    | Vanaf 1976: 24 liter    |                         |           | 26 liter Vanaf 2005: 24 liter Vanaf 2005: 22 liter Vanaf 2007: 21 liter | |

### MotoGP
Hoewel het niet de bedoeling was, betekenden deze maatregelen in de praktijk het einde van viertaktmotoren als mededingers voor ereplaatsen. Pas in 2002 werd door een regelwijziging het weer mogelijk voor viertaktmachines om mee te doen.
In dat jaar werd de 500cc klasse vervangen door de MotoGP klasse waarin viertaktmachines uitkwamen met een maximale cilinderinhoud van 990cc en maximaal zes cilinders.
Dit bleek een goede beslissing te zijn aangezien er meerdere fabrikanten terugkeerden in de GP-racerij, zoals Ducati en Kawasaki.
Ook nu weer ontwikkelde de techniek zich razendsnel waardoor de FIM zich genoodzaakt zag nogmaals restricties aan te brengen.
Met ingang van 2007 werd de maximale cilinderinhoud vastgesteld op 800cc.
Met ingang van 2012 werd de maximale cilinderinhoud vastgesteld op 1000cc.

### Moto 2
Vanaf 2010 is ook de 250cc klasse vervangen, door de Moto 2. Ook in deze klasse wordt de viertaktmotor weer gebruikt, met een maximale inhoud. Alle teams krijgen de beschikking over dezelfde motor. Aanvankelijk was dat de 600cc-viercilindermotor van Honda, vanaf 2019 een 765cc-driecilindermotor van Triumph.